# Edakkalathur
Edakkalathur es una ciudad censal situada en el distrito de Thrissur en el estado de Kerala (India). Su población es de 8039 habitantes (2011). Se encuentra a 13 km de Thrissur y a 82 km de Cochín.

## Demografía
Según el censo de 2011 la población de Edakkalathur era de 8039 habitantes, de los cuales 3799 eran hombres y 8240 eran mujeres. Edakkalathur tiene una tasa media de alfabetización del 95,39%, superior a la media estatal del 94%: la alfabetización masculina es del 97,05%, y la alfabetización femenina del 93,91%.